# Кубодійонський район
Кубодійо́нський район (тадж. Ноҳияи Қубодиён) — адміністративна одиниця другого порядку у складі Хатлонської області Таджикистану. Центр — село Кабодійон, розташоване за 94 км від Курган-Тюбе.

## Географія
Район розташований у долині річки Кафірніган, потягнувшись вузькою смугою з півночі на південь. На заході межує з Шаартузьким, на сході — з Джилікульським районами Хатлонської області, на півночі — з районом Рудакі Міст й районів республіканського підпорядкування, на півдні має кордон з Афганістаном.

## Населення
Населення — 156900 осіб (2013; 153100 в 2012, 149300 в 2011, 144900 в 2010, 141600 в 2009, 138700 в 2008, 136500 в 2007).

## Адміністративний поділ
Адміністративно район поділяється на 7 джамоатів, до складу яких входить 43 сільських населених пункти:
| Район                          | Площа, км² | Населення, осіб | Центр                  | Населені пункти |
| ------------------------------ | ---------- | --------------- | ---------------------- | --------------- |
| Заркамарський джамоат          | -          | 7499            | Кабодійон              | -               |
| Навободський джамоат           | -          | 6863            | Навобод                | -               |
| Ніязовський джамоат            | -          | 13795           | Чорбог                 | -               |
| Носірі Хусрава джамоат         | -          | 25154           | Носірі Хусрава         | -               |
| Саїдназара Худойкулова джамоат | -          | 28903           | Саїдназара Худойкулова | -               |
| Утакарі Назарова джамоат       | -          | 15618           | Утакарі Назарова       | -               |
| Янгіюльський джамоат           | -          | 20889           | Янгіюль                | -               |

## Історія
Долина річки Кафірніган почала заселятись вже в другій чверті I тисячоліття до н. е. Тут була створена потужна іригаційна мережа. Поля правого берега зрошувались древнім каналом, головна частина якого знаходилась за 18 км на північ від Кабодійона. Такий же канал зрошував і лівий берег. В середні віки територія впливу Кабодійону поширюється на все межиріччя Сурхандар'ї і Вахш. Вперше назва Кабодійон зустрічається в ат-Табарі, коли Асад ібн Абдаллах пішов на Хутталан 725 року. В IX столітті Кабодійон адміністративно підпорядковується області Хутталан, а X столітті, при Саманідах, — області Чаганіян. Згідно з Самані, в XII столітті Кабодійон був процвітаючим районом, який відносився до області Балх. Столиця була значним містом, одним з найбільших в басейні верхньої Амудар'ї.
Район був утворений 1930 року як Кабадіанський, 1936 року перейменований на Мікоянабадський. У середині XX століття був ліквідований, але 7 квітня 1978 року відновлений як Кабодійонський район. З 29 квітня 2004 року носить сучасну назву.